# Rosa Thälmann

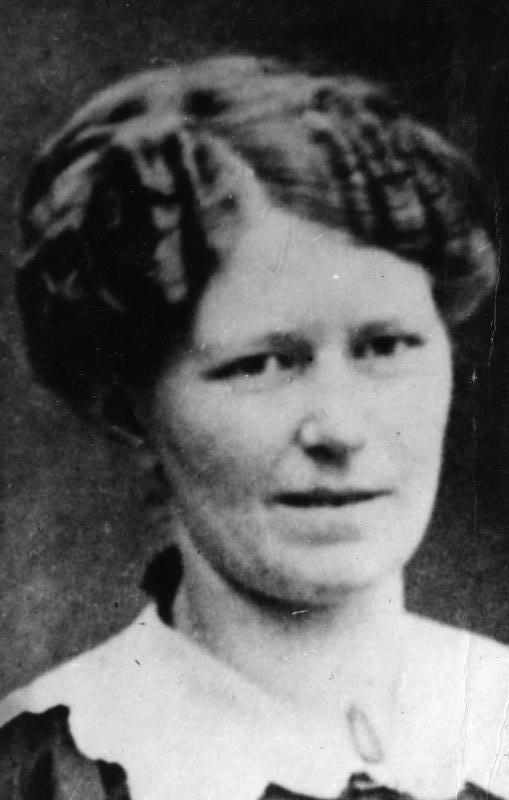
Rosa Thälmann (1920)

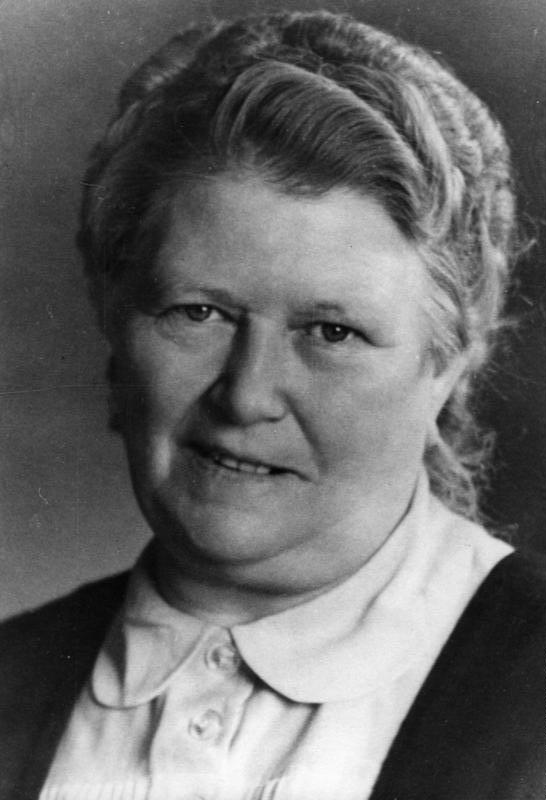
Rosa Thälmann (1951)

Rosa Thälmann, geborene Rosa Koch (* 27. März 1890 in Bargfeld bei Hamburg; † 21. September 1962 in Berlin), war eine deutsche Kommunistin und die Ehefrau des Politikers Ernst Thälmann.

## Herkunft
Aus ärmlichen Verhältnissen stammend, war Rosa Koch das achte von zehn Kindern eines Schuhmachers. Bereits vor ihrer Einschulung mussten sie und die anderen Geschwister zum Lebensunterhalt der Familie beitragen. Sie arbeitete auf den umliegenden Feldern, versorgte das Kleinkind einer Gastwirtsfamilie und arbeitete in deren Küche. Mit vierzehn Jahren arbeitete sie in einem Gutshaus. Drei Jahre später erhielt sie eine Anstellung in Hamburg, die sie nach kurzer Zeit kündigte. Danach arbeitete sie als Plätterin in der Großwäscherei „Frauenlob“. Hier lernte sie ihren späteren Mann Ernst Thälmann kennen, der als Kutscher in derselben Wäscherei arbeitete. Ernst Thälmann vermittelte ihr erste Grundlagen der Politik, verschaffte ihr Zugang zu entsprechenden Broschüren und überzeugte sie, Mitglied der Gewerkschaft zu werden. Im Jahr 1915 heirateten Ernst Thälmann und Rosa Koch; am 6. November 1919 wurde ihre Tochter Irma Thälmann geboren.

## Zeit des Nationalsozialismus
Am 5. März 1933 erfuhr Rosa Thälmann von der am 3. März erfolgten Verhaftung ihres Ehemannes. Sie reiste nach Berlin und durfte Thälmann in einem dreiwöchigen Rhythmus im Moabiter Gefängnis besuchen. Auf diesem Weg und mithilfe von Kassibern hielt die Führung der KPD die Verbindung zu Thälmann aufrecht. Im Oktober 1937 schrieb Rosa Thälmann einen Brief an Hermann Göring, in dem sie entschiedene Hafterleichterungen für ihren Mann forderte. In Hamburg drang sie in das Hotel Atlantic ein, um diesen Brief selbst an Göring zu übergeben. Ab Weihnachten 1937 durften sie und ihr Mann allein in seiner Zelle bleiben.
Nachdem im März 1939 ihr Kurier beim Grenzübertritt verhaftet wurde, blieben die finanziellen Mittel für ihren Unterhalt aus. Ab November 1939 versuchte sie vergeblich, in der sowjetischen Botschaft in Berlin Hilfe für sich und ihren Ehemann zu erhalten. Ende 1939 bekam Rosa Thälmann durch Ruth Werner noch einmal Geld von der KPD. Im April 1944 wurden Irma Thälmann und im Mai Rosa Thälmann verhaftet. Im September 1944 kamen beide in das Frauenkonzentrationslager Ravensbrück, wobei Irma in das Außenlager Neubrandenburg deportiert wurde. Dort blieben die Frauen bis zum Ende des Zweiten Weltkriegs.

## Nachkriegszeit und DDR
Für die SED wurde sie 1950 Abgeordnete der Volkskammer und blieb dies, ab 1954 für den DFD, bis zu ihrem Tod. Außerdem war sie Mitglied des Präsidiums des Komitees der antifaschistischen Widerstandskämpfer sowie Mitglied des Präsidiums des DFD. Sie erlangte keinen nennenswerten politischen oder gesellschaftlichen Einfluss. 1953 erfolgte durch Wilhelm Pieck die Auszeichnung mit dem Karl-Marx-Orden.
Für die Geschichtsschreibung wurde Rosa Thälmann anlassbezogen bei gesellschaftlichen Ereignissen nach Möglichkeit mit einbezogen: Zur feierlichen Indienststellung von MS „Thälmann-Pionier“ am 15. März 1957 in Rostock mit 102 delegierten Kindern als die damals besten Pioniere der Republik  sandte sie damals ein „herzliches Grußtelegramm“ als ein Zeitzeugnis im Zusammenhang mit dem Aufbau der damals noch jungen DDR-Handelsflotte.
Rosa Thälmann hielt 1959 die Eröffnungsrede für die Mahn- und Gedenkstätte Ravensbrück und sprach dort regelmäßig bei Gedenkveranstaltungen.

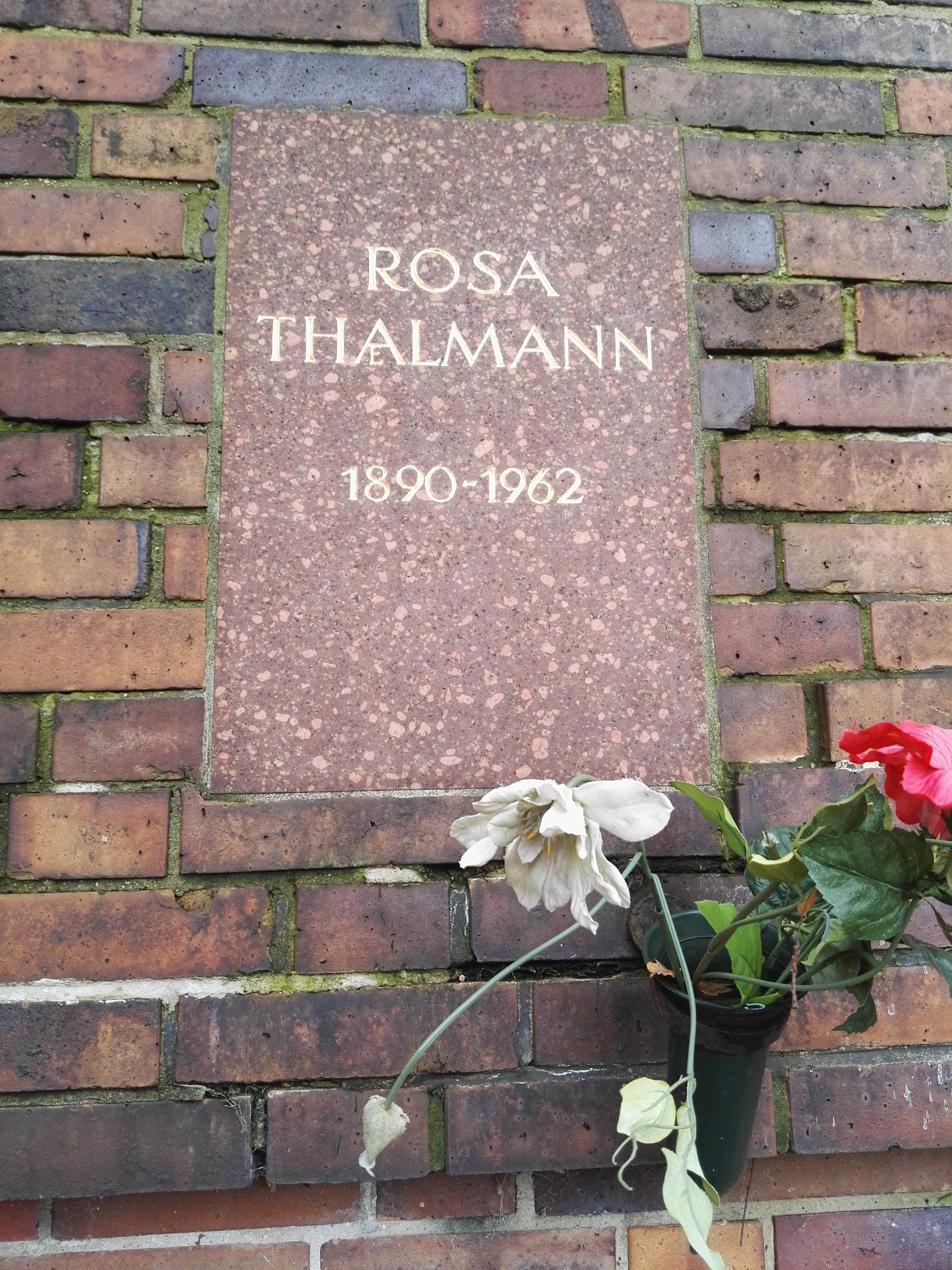
Grabstätte

Ihre Urne wurde in der Gedenkstätte der Sozialisten auf dem Zentralfriedhof Friedrichsfelde in Berlin-Lichtenberg beigesetzt, wo eine symbolische Grabstätte auch an Ernst Thälmann erinnert. Ihre Tochter Irma ist in der Grabanlage Pergolenweg der Gedenkstätte der Sozialisten bestattet.

## Darstellung Rosa Thälmanns in der bildenden Kunst
- Elisabeth Holz-Averdung: Pioniere begrüßen Rosa Thälmann (Tafelbild, Öl, 1953)[3]

## Stolperstein
Am 20. Februar 2018 wurden in Singen Stolpersteine für Rosa, Ernst und Irma Thälmann verlegt. Irma Thälmann hatte im Juni 1940 ihren Jugendfreund Heinrich Vester geheiratet. Mit ihm wohnte sie ab Dezember 1941 in der Rielasinger Straße 180, wo sie am 15. April 1944 verhaftet und ins KZ Ravensbrück gebracht wurde. Auch Rosa Thälmann wohnte einige Monate bei ihrer Tochter in Singen.